# 에드 (드라마)
에드(Ed)는 미국 NBC에서 2000년 10월 8일부터 2004년 2월 6일가지 방영된 텔레비전 시리즈이다.